# Karavana
Karavana (perz.: kārvān = zaščita trgovine, dejavnosti) je večja skupina trgovcev ali drugih popotnikov, ki zaradi medsebojne zaščite potujejo skupaj v dolgi koloni po ustaljenih karavanskih poteh. Največ karavanskih poti in s tem karavan se je nahajalo na področjih prednje in srednje Azije in severne Afrike. Karavane so se še ohranile med nomadskimi berberskimi plemeni Severne Afrike, ki večinoma trgujejo s soljo. S seboj so karavane včasih vodile tudi po 1.000 ali več kamel. Vodja karavane se imenuje kārvān-sālār ali kārvān-kaš. Ob karavanskih poteh so se nahajala počivališča imenovana karavanseraji, kjer so se trgovci in potniki lahko osvežili, prenočili in spotoma tudi kaj prodali ali kupili.

## Trgovska karavana
V trgovskih karavanah so se združevali trgovci, ki so se najpogosteje ukvarjali z blagovno menjavo. Vodja karavane se je imenoval karavan-baši. 
V preteklosti so trgovske karavane povezovale vzhodno Azijo in Evropo in prenašale razkošne in donosne artikle, kot je svila ali drago kamenje. Karavane so bile zato bogate in so odličen cilj za roparje. Dobiček od uspešno izvedene poti je bil lahko velik in primerljiv s kasnejšo evropsko trgovino z začimbami. Luksuzno blago, ki so ga prenašale karavane je pritegnilo veliko vladarjev ob pomembnih trgovskih poteh da so zgradili karavanseraje. Vendar pa je bil obseg karavan vendarle številčno omejen. Za primerjavo: karavana 500 kamel je lahko prenašala toliko kot tretjino ali polovico toliko blaga, kot bi ga prevažali bizantinski trgovci z jadrnicami. Zato se je skladno z razvojem ladij pomembnost trgovskih karavan manjšala.
Med najpomembnejšimi karavanskimi potmi je bila znana Svilna cesta od Kitajske do Evrope, Kraljevska cesta v Perziji, tudi pot z juga Arabije do Sredozemlja. Še danes se formirajo karavane za prenos soli v Nigru od oaze Bilma do najbližjih naseljenih krajev.

## Romarske karavane
Romarske karavane so služile za zaščito romarjev na njihovem potovanju proti svetim krajem (npr. Meka, Medina, Karbala) na "hadžiluk". Najbolj znane take karavane so potovale iz Kaira in Damaska.

## Tematske karavane
Karavane pa se lahko oblikujejo tudi s specifičnimi nameni in priložnostno, lahko pa so samo simbolne. Nekateri primeri so:
Ekokaravana Slovenije katere sporočilo je: od čiste zavesti, s čistim srcem do čistega okolja. To je potujoči festival vedske in vajšnavske kulture. Na pot se odpravi enkrat na leto in v več dneh obišče različne kraje v Sloveniji. V letu 2013 je potovala že dvanajstič in v 18-dneh obiskala Zasavje, del Spodnje-Savinjske doline vse do Rogaške Slatine.
Ekološka karavana Očistimo Slovenijo 2012, ki je bila med 1. februarjem in 21. marcem 2012 in je obiskala 9 slovenskih regij in se ustavila v 10 slovenskih mestih. Namen karavane je bil prebivalcem predstaviti projekt Očistimo Slovenijo 2012, predstaviti primere dobre prakse na področju ekologije ter na zabaven in interaktiven način ozaveščati ljudi o pomembnosti okoljsko odgovornega življenja.
Kreativna karavana je program medkulturnega povezovanja mladih umetnikov iz Afrike, Azije in Latinske Amerike in Evrope, ki ga organizira Global SOFA State of Art, Ljubljana.
V sodobnem času organizirajo tudi karavane: starodobnih motornih vozil, avtodomov, posebnih znamk avtomobilov, in podobno.